# Marnix Verhegghe
Marnix Verhegghe (25 september 1961) is een voormalige Belgische atleet, die was gespecialiseerd in het hamerslingeren. Hij werd in totaal elfmaal Belgisch kampioen hamerslingeren.
Zijn persoonlijk, tevens actueel Belgisch record in de discipline hamerslingeren bedraagt 71,76 m (Obourg, 24.09.1989). In 1987 won hij een gouden medaille in de finalewedstrijd om de Europacup C in Porto.
Verhegghe was aangesloten bij Standaard Gent. Na zijn atletiekloopbaan was hij jarenlang actief als trainer bij atletiekclub KAA Gent.

## Belgische kampioenschappen
| Onderdeel      | Jaar                                                             |
| -------------- | ---------------------------------------------------------------- |
| hamerslingeren | 1982, 1983, 1984, 1985, 1986, 1987, 1988, 1989, 1990, 1991, 1992 |

## Persoonlijk record
| Onderdeel      | Prestatie    | Datum             | Plaats |
| -------------- | ------------ | ----------------- | ------ |
| hamerslingeren | 71,76 m (NR) | 24 september 1989 | Obourg |

## Palmares
hamerslingeren
- 1981:  BK AC - 58,32 m
- 1982:  BK AC - 59,96 m
- 1983:  BK AC - 62,14 m
- 1984:  BK AC - 64,48 m
- 1985:  BK AC - 64,78 m
- 1986:  BK AC - 65,68 m
- 1987:  BK AC - 67,36 m
- 1988:  BK AC - 66,06 m
- 1989:  BK AC - 67,48 m
- 1990:  BK AC - 66,26 m
- 1991:  BK AC - 65,70 m
- 1992:  BK AC - 65,82 m
- 1993:  BK AC - 66,44 m
- 1994:  BK AC - 61,86 m
- 1995:  BK AC - 63,04 m
- 1998:  BK AC - 60,29 m
- 2004:  BK AC - 55,84 m